# Hans Tatzer
Johann Tatzer , avstrijski hokejist, * 25. maj 1909, Avstrija † 23. avgust 1944, Francija.
Tatzer je za avstrijsko reprezentanco nastopil na dveh olimpijskih igrah, več svetovnih prvenstvih, kjer je bil dobitnik ene bronaste medalje, in več evropskih prvenstvih, kjer je bil dobitnik po ene zlate, srebrne in bronaste medalje.